# Anne-Marie Hunsel
Anne-Marie Hunsel (17 november 1943) is een Surinaams-Nederlands singer-songwriter. Ze wordt wel de Diva van het Surinaamse levenslied genoemd.

## Biografie
Anne-Marie Hunsel begon haar zangcarrière in Suriname. Toen ze zich daar op haar hoogtepunt bevond, en vrienden haar vertelden dat ze in Nederland meer kon bereiken, vertrok ze in 1968 naar Nederland. Ze kwam aan op vliegveld Zestienhoven, Rotterdam, en ging per auto door naar het Centraal Station van Amsterdam. Hier klampte ze mensen aan om te vragen of ze haar neef Armand Hunsel kenden, omdat ze van Paramaribo gewend was dat veel mensen elkaar in de stad kenden.
Ze had meteen werk, bij Oetker aan de lopende band en daarna in de verpleging, en trad 's avonds op als zangeres in de band Brown Eyes van Charlie Heuvel. Met de band trad ze met kaseko, soul en rock op in heel Nederland.
In 1971 nam ze deel aan de voorrondes en uiteindelijk de televisie-uitzending van de talentenjacht van het programma Rodeo. Met 550 punten behaalde ze een recordsocre, waarna ze zoveel optrad dat ze ontslag kon nemen en verder van de muziek leefde. Ze trad variërend op feesten, boottochten en soulparty's op tot en met de muzikale opening van de Amsterdamse Poort en op het Kwakoefestival.
Mi dren, haar vertaling van I shall be released van Bob Dylan (1967), vertolkte ze in 1984 in de gelegenheidsformatie Sranang Dren. Het nummer bereikte de Tipparade en nummer 34 van de Nationale Hitparade. Het nummer groeide uit tot een Surinaamse klassieker. In 1984 kwam ze verder nog met Fisi boto doro, een nummer met dialoogzang uit de kaseko, een opzwepend ritme, skratjie, blazers en gitaarsolo's. In 2013 belandde Mi dren op nummer 34 terecht van de Srefidensi Top 38, een lijst die door een publieksjury werd gekozen ter gelegenheid van 38 jaar Surinaamse onafhankelijkheid. In deze lijst stond haar lied Gado bless Sranan kondre op nummer 12.
In de jaren 2010 maakte ze deel uit van de theatervoorstelling The Grand Ladies of Jazz. In 2014 werd ze onderscheiden met de Gouden Vioolspeld tijdens de Sophie Redmond Lezing. In 2016 werd haar cd Datra Sophie Redmond onder de titel Mi dren opnieuw uitgegeven.
Ze is de moeder van Graziëlla Hunsel, de zangeres van de Amsterdamse dance-act Lipstick.